# 顺义区
顺义区是北京市下辖的市辖区，位于北京市东北部，毗邻城六区内的朝阳区，面积1021平方公里。顺义区是北京市东北部发展带的重要节点、重点发展新城之一，也是首都国际航空中心核心区。
北京首都国际机场一号、二号航站楼為顺义区包圍，行政上为隶属于朝阳区的飞地。北京首都国际机场三号航站楼行政上属顺义区。區人民政府駐双丰街道复兴东街1号。

## 历史

### 唐朝及以前
今顺义区辖境在夏、商、周三朝时属冀州、幽州、燕国，秦朝时属渔阳郡。西汉高祖五年（前202年）至十二年（前195年）置狐奴（治所位于北小营镇北府村）、安乐（治所位于后沙峪镇古城村北）两县，属渔阳郡。
唐朝貞觀二十二年（648年），以内附契丹别帅析纥便部置归顺州，后改称归化郡、顺州，属契丹松漠都督府弹汗州。开元四年（716年）置归顺州，天宝元年（742年）改称归化郡，乾元元年（758年）复称归顺州，领怀柔县，县治驻今顺义城区北部中山北大街附近，州、郡、县治所同一。

### 辽朝至清朝
937年，石敬瑭在契丹的帮助下灭后唐后，建立后晋。次年，按约定将包括顺州在内的燕云十六州献给契丹。后周、北宋时期，燕云十六州地区开战了长期的战争，但一直未能收复顺州。
宣和四年（1122年），宋金订立“海上之盟”，次年，金朝如约将燕京、顺州等归还给宋朝。完颜阿骨打死后，金以张觉事变为由伐宋。宣和七年（1125年），金又重新占领整个燕云十六州地区。靖康之变之后，北宋灭亡，金定都并扩建燕京，即中都。1213年，燕云十六州被蒙古帝国占领。

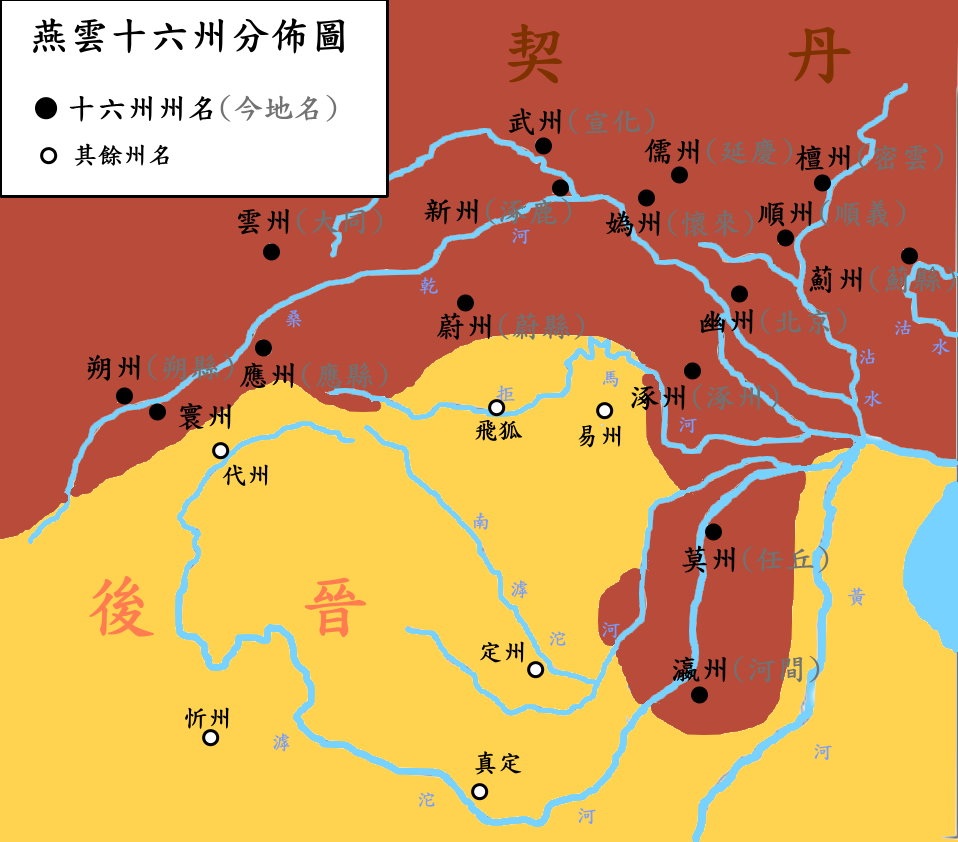
燕云十六州

明朝洪武元年（1368年），朱元璋遣徐达、常遇春攻克大都。是年，降顺州为顺义县，属北平府。成祖朱棣迁都北平后，改北平府为顺天府，顺义县为其辖县。清朝入主中原后，顺义县沿袭明代建制。

### 近现代
中华民国建立后四年（1914年）起顺义属京兆特别区，直至民国十七年（1928年）改属河北省。1948年12月8日，解放军攻占顺义县城（今顺义城区北部）。
1949年8月，顺义县属河北省通州专署领导，中华人民共和国成立后仍沿袭。1958年3月，顺义县划归北京市。1998年3月撤顺义县，设顺义区。
2008年6月25日，顺义区增设空港街道、双丰街道、旺泉街道三个街道办事处。2019年3月30日，顺义区人民政府等机关由胜利街道府前中街5号，迁至双丰街道复兴东街1号。

## 行政区划

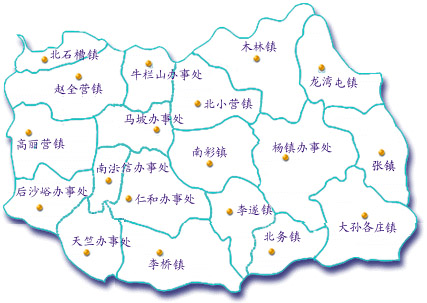
顺义行政区划图

下辖6个街道、7个地区、12个镇，428个村委会、27个居委会：
- 街道办事处：胜利街道、光明街道、石园街道、双丰街道、旺泉街道、空港街道。
- 地区办事处：仁和地区、马坡地区、南法信地区、天竺地区、后沙峪地区、牛栏山地区、杨镇地区。
- 镇：张镇、大孙各庄镇、北务镇、李遂镇、木林镇、南彩镇、北小营镇、李桥镇、高丽营镇、赵全营镇、北石槽镇、龙湾屯镇[10]。

## 自然地理

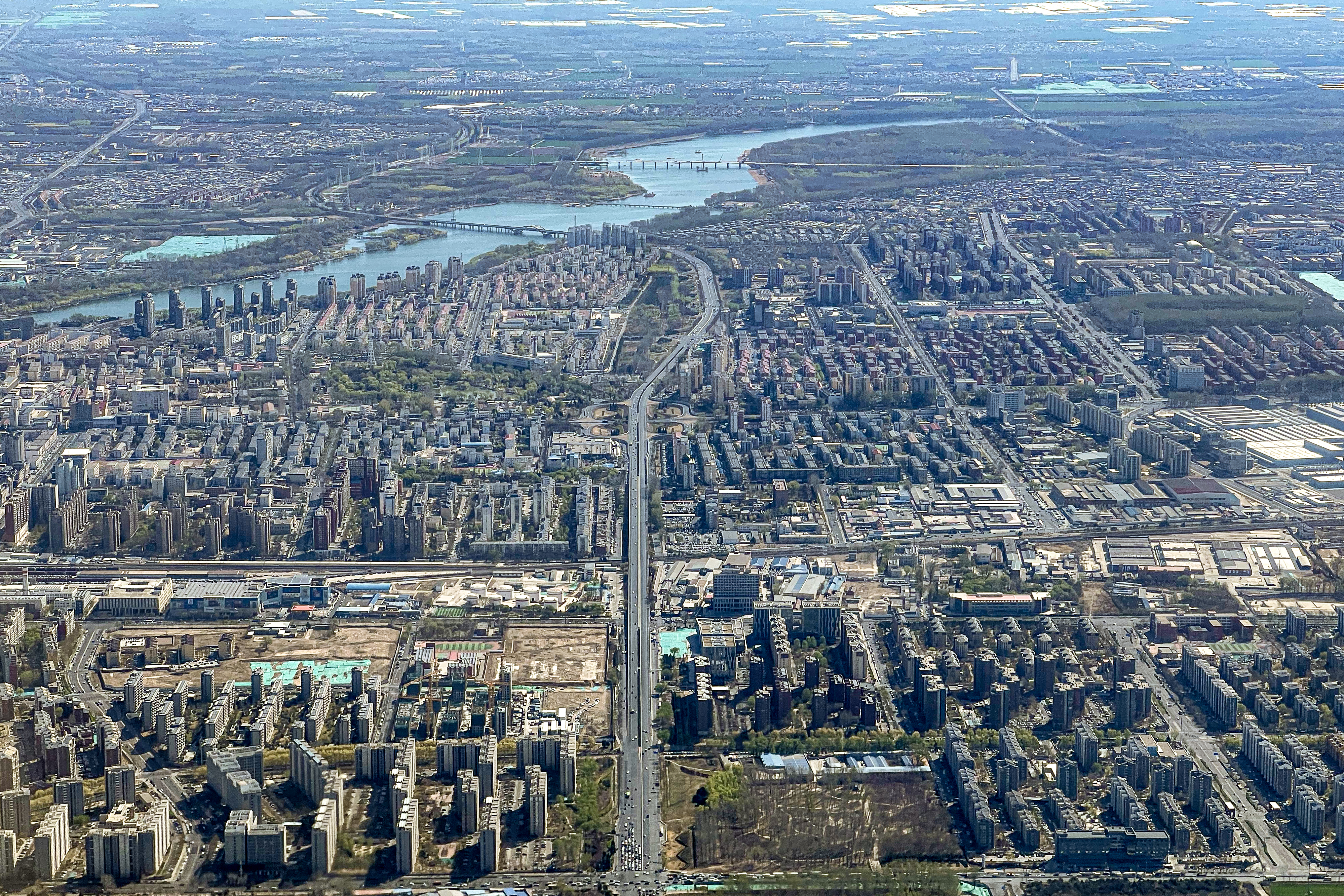
顺义区燕京桥一带航拍，图片上部为潮白河

顺义位于北京市东北郊，城区距市中心30公里，地处北纬40°00＇－40°18＇，东经116°28＇－116°58＇。东邻平谷，北连怀柔、密云，西接昌平、朝阳区，南界通州区、河北三河市。区境东西长45公里，南北宽30公里，总面积1020平方公里。地处燕山南麓，华北平原北端，属潮白河冲积扇下段。平原面积占95.7%。地势北高南低，坡度为6/10000，北部山地最高点海拔637米，平原海拔25-45米，平均海拔35米。潮白河南北貫穿本區，沿河設有順義減河公園和顺义奥林匹克水上公园。
顺义区气候属暖温带半湿润大陆性季风性气候,年平均气温为11.5°C。1月平均气温4.9°C，最低气温零下19.1°C；7月平均气温 25.7°C，最高气温达40.5°C。年日照2750小时，无霜期195天左右。年均相对湿度50%，年均降雨量约625毫米,为华北地区降水量较均衡的地区之一全年降水的75%集中在夏季。

## 人口
顺义区人口稳定，2004年末户籍人口为554104人，其中，农业人口364459人，非农业人口189645人。男性人口273692人，女性人口 280412人。全区常住人口72.4万人，其中流动人口16.6万人，常住人口密度为每平方公里710人。全年出生人口3050人，出生率为5.53‰ ，比上年降低了0.01个千分点；死亡人口3624人，死亡率为6.57‰，比上年降低了0.2个千分点；人口自然增长率为-1.04‰，比上年上升了0.1个千分点。
2008年最新资料：户籍人口56.4万，常住人口70.3万，区境内有回、满、蒙等25个少数民族。城乡劳动力在二三产就业人数达到21.8万人，占本区劳动力总数的88％。2007年，累计安置城乡劳动力1.5万人，城镇登记失业率为1.62％。
根据(中国)北京市第七次全国人口普查数据显示：常住人口为1324044人。

## 教育
公办重点高中
- 牛栏山一中
- 顺义一中
- 杨镇一中

大学
- 首都医科大学燕京医学院
- 北京人文大学
- 北京工业大学耿丹学院
- 北京美国英语语言学院
- 北京城市学院顺义校区

国际学校
- 北京英国学校: 顺义校区[12]

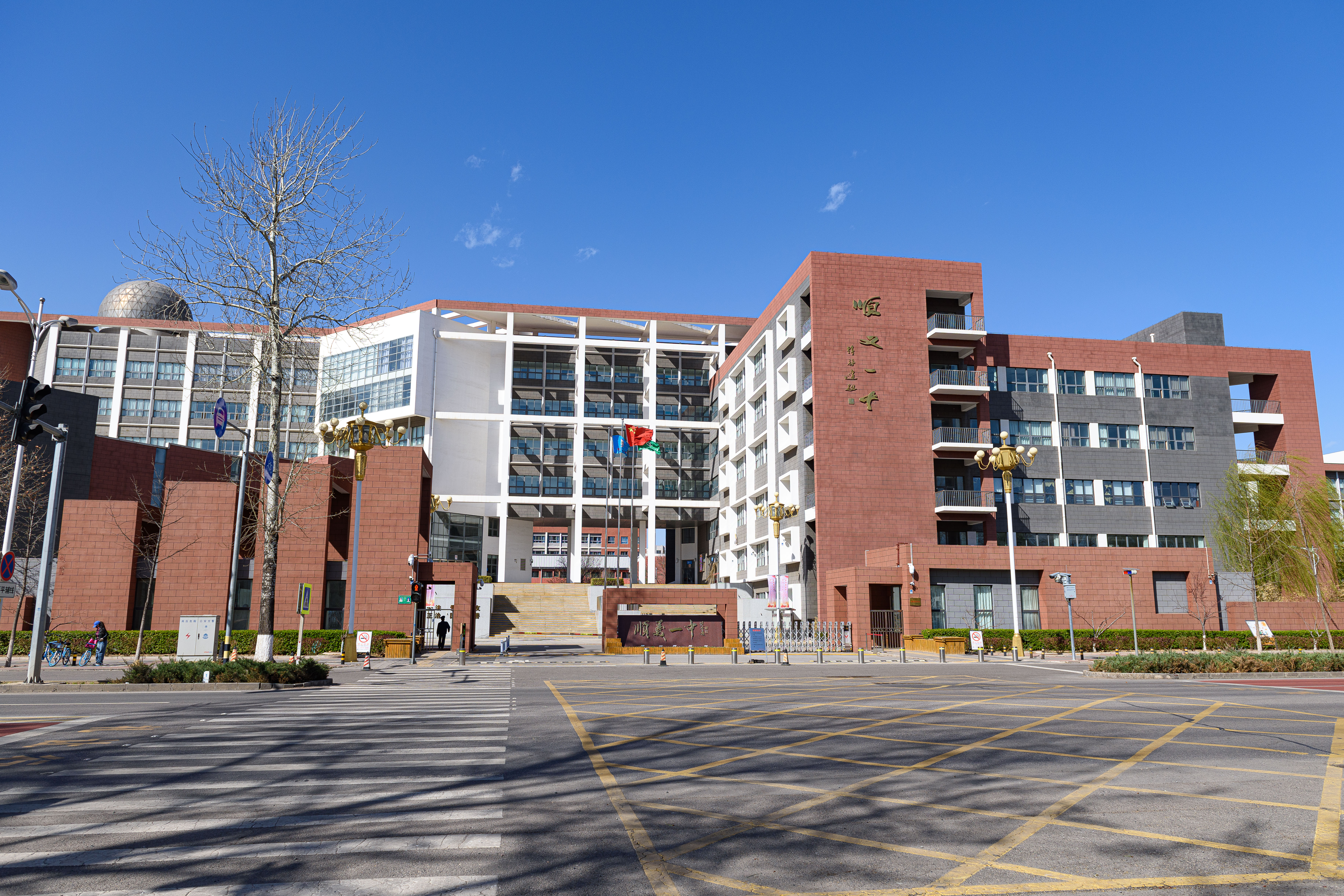
北京市顺义区第一中学

- 北京德威英国国际学校: Legend Garden Campus(7-18年级)和Legend Early Years Campus(1-4年级)[13]
- 北京顺义国际学校
- 北京瑞金英国学校[14]（原址已改为青苗学校顺义校区）
- 北京鼎石学校

其他
- 北京国家会计学院

## 交通

### 地面公交

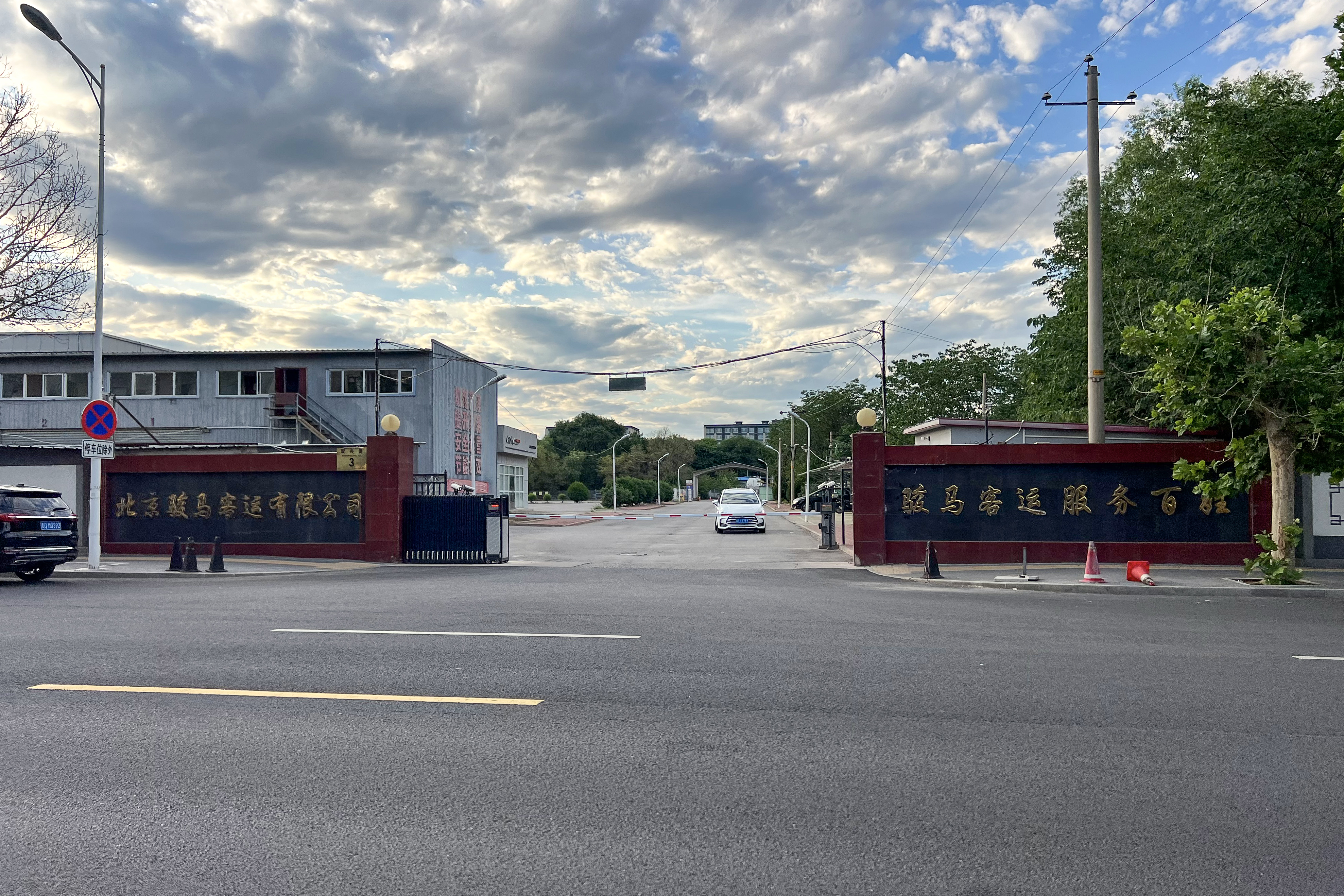
骏马客运为顺义区内公交线的主要承运人

顺义区联外公交线路多由北京公交承运，区内线则大多由骏马客运承运，北京公交自身亦有2条S字头顺义区内线。

### 地铁
- █ 15号线
- █ 首都机场线

### 机场
- 北京首都国际机场

### 公路

#### 国道
101国道
 111国道

#### 高速公路
国家高速公路
 大广高速
省级高速公路
 京承高速
 机场北线
 京平高速
 机场第二高速

### 国铁
- 顺义站
- 顺义西站

## 图集

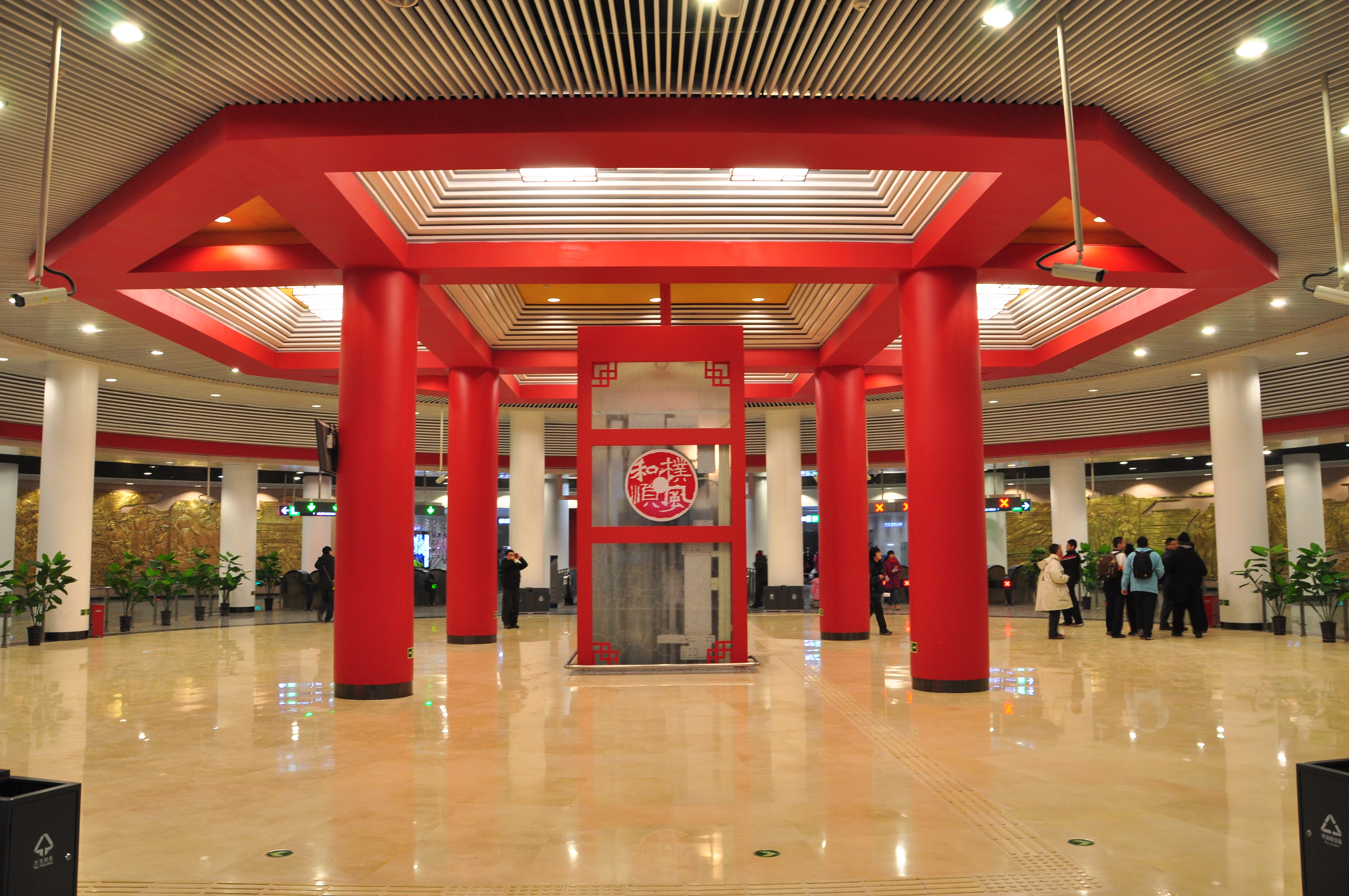
北京地铁15号线顺义站站厅
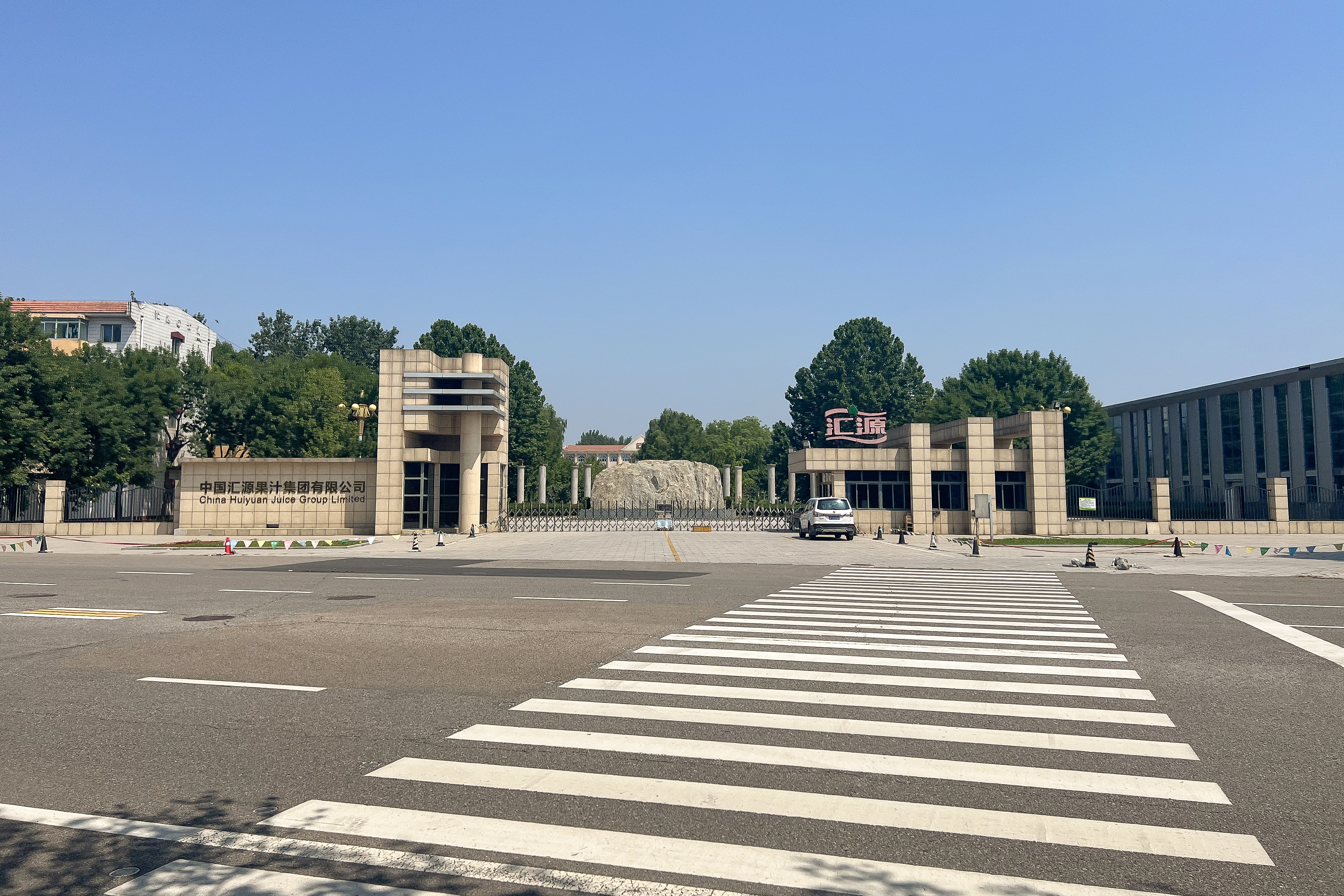
匯源果汁总部
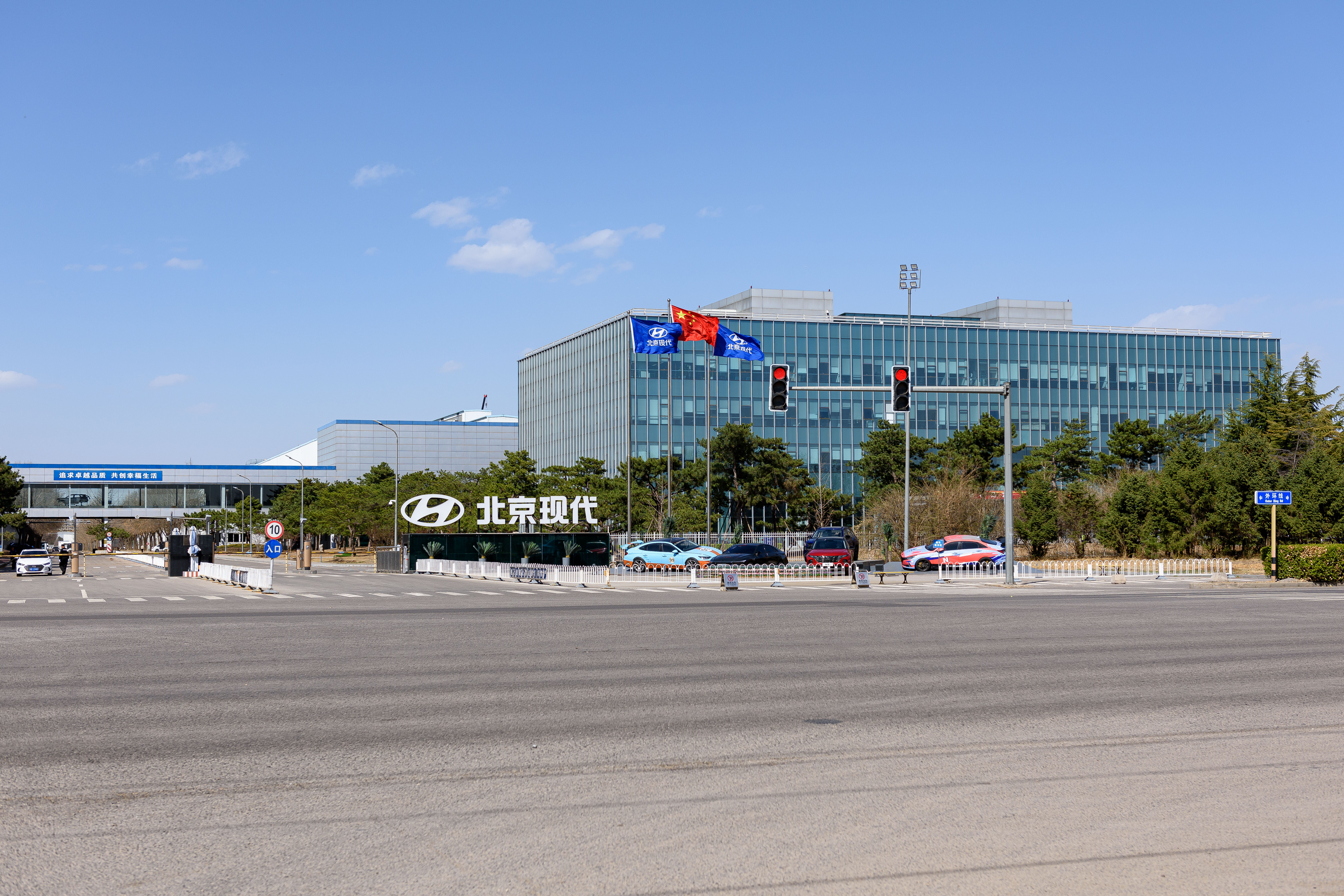
北京现代汽车总部
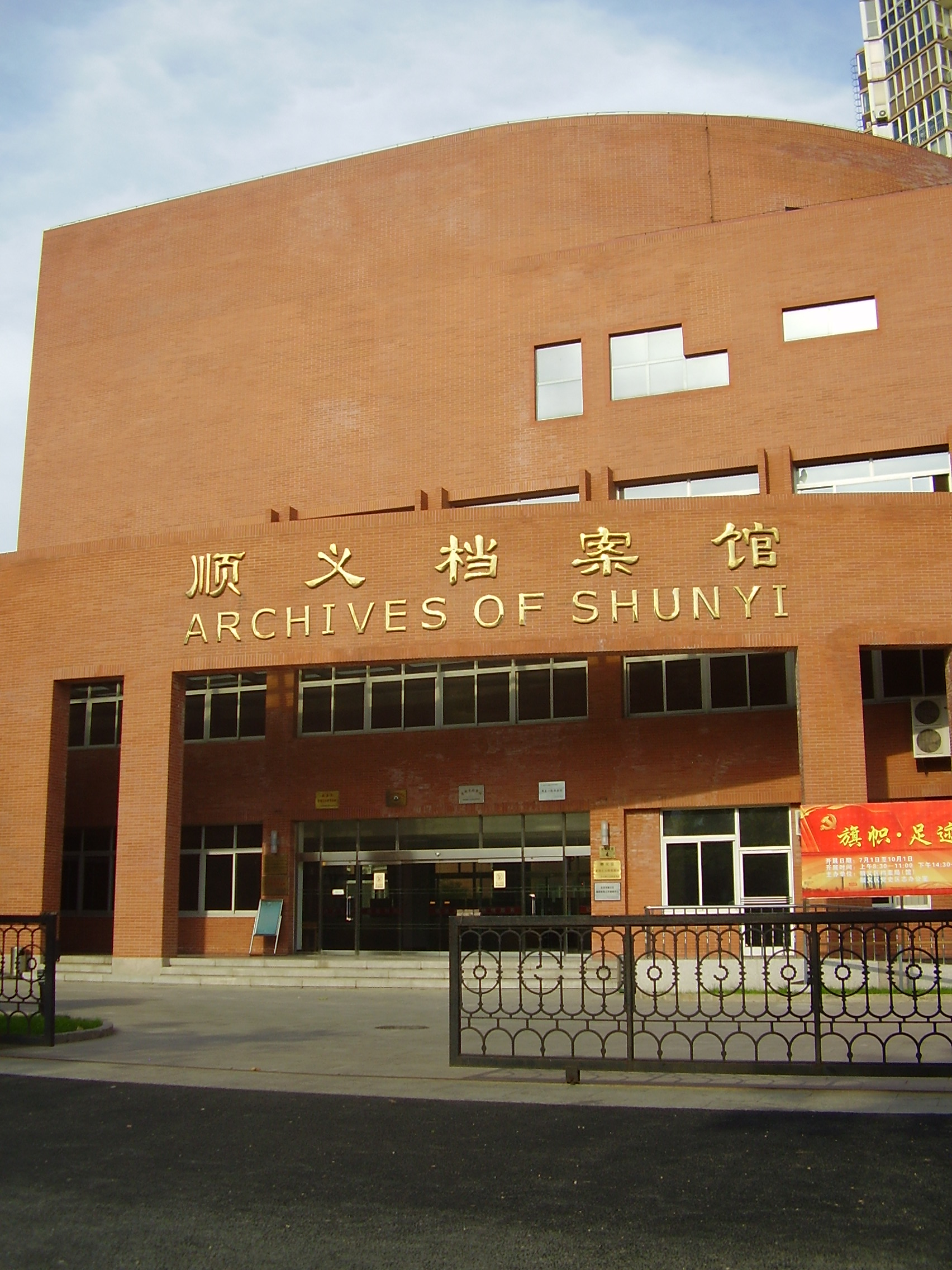
顺义档案馆
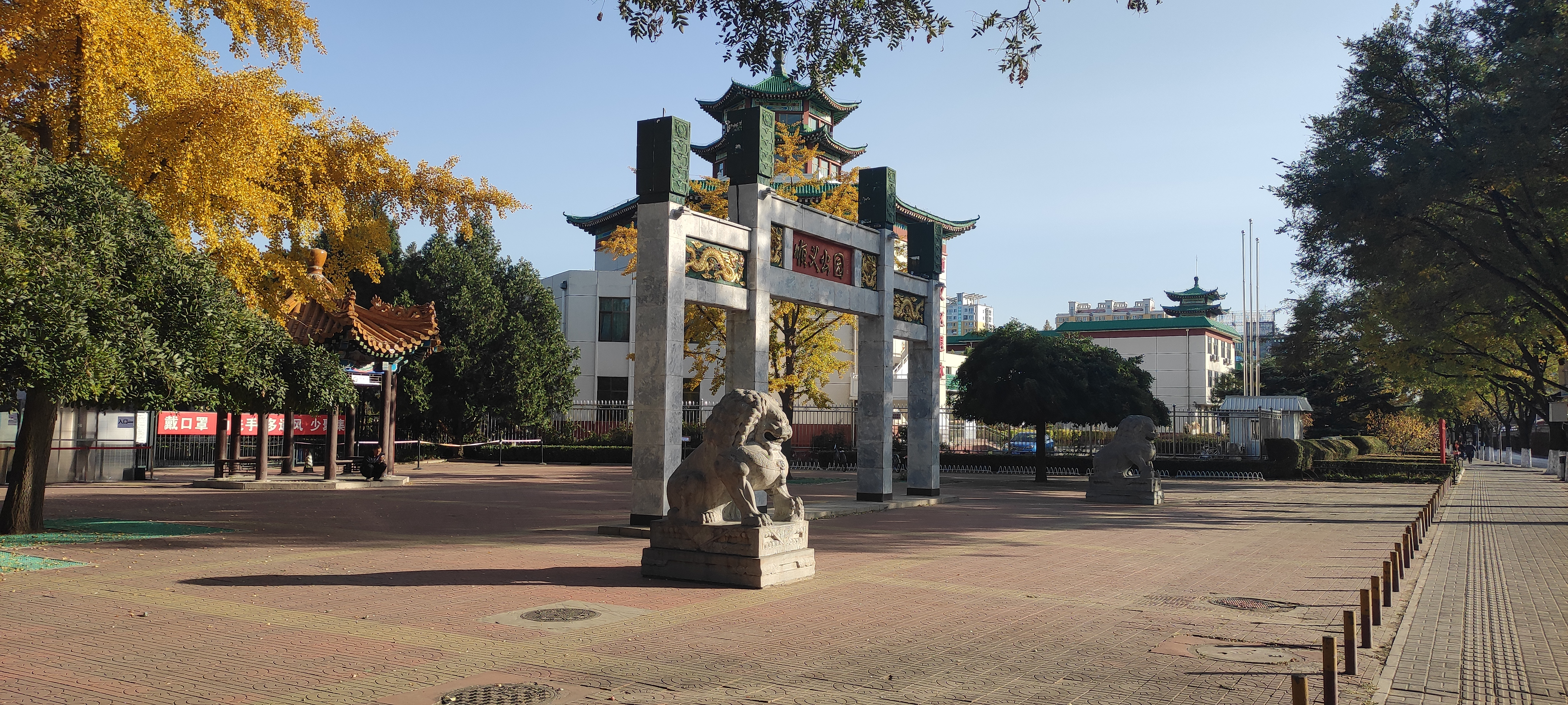
顺义公园